# Вибір зброї
«Вибір зброї» («Le Choix Des Armes») — французька кримінальна кінодрама 1981 року, знята режисером Аленом Корно, з Катрін Денев, Івом Монтаном і Жераром Депардьє у головних ролях.

## Сюжет
Ноель (Ів Монтан), що живе з красунею Ніколь (Катрін Денев), який давно зав'язав і непогано влаштувався в праведному житті, знову несподівано стикається зі злочинним минулим. До нього приходять за допомогою Міккі та Серж, які втекли з в'язниці. Але поліція пам'ятає про стару дружбу.

## У ролях
- Катрін Денев — Ніколь
- Жерар Депардьє — Міккі
- Ів Монтан — Ноель
- Мішель Галабрю — Боннар
- Жерар Ланвен — роль другого плану
- Жан-Клод Дофен — Ріккі
- Жан Ружері — Раймон
- Рене Бер'яр — роль другого плану
- Крістіан Маркан — Жан
- Мішель Карон — роль другого плану
- Етьєн Шіко — Ролан
- Рішар Анконіна — Дені
- П'єр Форже — Серж Олів'є
- Ролан Бланш — Фернан
- Марк Шапіто — роль другого плану
- Жан-Клод Буйо — Андре
- Антуан Бо — роль другого плану
- Жерар Бом — роль другого плану
- Мерілін Евен — роль другого плану
- Бабетт Ферр'є — роль другого плану
- Ніл Кеннеді — роль другого плану
- Жерар Луссен — роль другого плану
- Гі Мересс — роль другого плану
- Лоранс Рагон — роль другого плану
- Франсіс Терзьян — роль другого плану
- Надя Васіль — Лілі
- Марія Верді — роль другого плану
- Ніколя Трон — епізод

## Знімальна група
- Режисер — Ален Корно
- Сценаристи — Ален Корно, Мішель Грізолія
- Оператор — П'єр-Вільям Гленн
- Композитор — Філіпп Сард
- Художник — Жан-П'єр Когут-Свелко
- Продюсер — Ален Сард